# Heiratspraxis der altägyptischen Königshäuser
Die Heiratspraxis der altägyptischen Königshäuser ist eines der zentralen Themen in der Ägyptologie, da die Heirat einer altägyptischen Königstochter  unterschiedliche Motive beinhaltete.

## Hintergrund
Eine zeitgemäße Beurteilung der altägyptischen Heiratspolitik gestaltet sich zumeist im Blickwinkel europäischer Ägyptologen deshalb unterschiedlich, da archäologische Funde im Vergleich zu der europäischen Kultur bewertet und damit eine ethische Beurteilung vorgenommen wird. Eine Rückprojektion heutiger Verwandtschaftssysteme kann daher automatisch zu falschen Schlussfolgerungen führen.

### Verwandtschaftssysteme
Die Frage der Abstammungslinien in den altägyptischen Königshäusern steht oft mit dem Begriff  „Blutsverwandtschaft“ in Zusammenhang, weshalb teilweise die Heiratspraxis aus heutiger Sicht als nicht legitim oder als Inzest erklärt wird. Die Praxis zeigt jedoch, dass die erklärte Verwandtschaft nur sehr wenig mit „Blut“ zu tun hatte. Vielmehr unterlag die Funktion der Heiratspraxis in Verbindung der Gemeinschaften einem funerären Kult. Unter diesem Gesichtspunkt waren familiäre Gruppen nach historischer Auslegung der Inschriften auf Stelen  somit tatsächliche „Verwandte“.

### Eheschließung zwischen Geschwistern

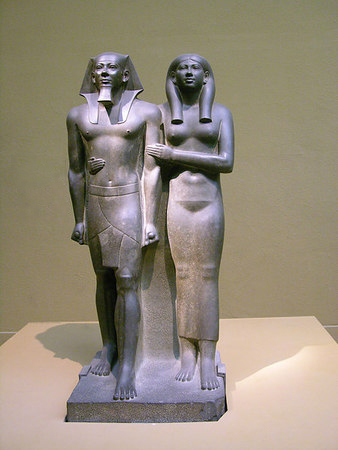
König Mykerinos und seine Frau und möglicherweise auch Schwester Chamerernebti II.

Im Alten Ägypten war die Ehe innerhalb einer „Hausgemeinschaft“ die Regel; also aller Familienangehörigen nebst weit entfernten Verwandten. In der dynastischen Zeit Altägyptens waren in den Königsfamilien Heiraten zwischen Vollgeschwistern selten; bei Halbgeschwistern dagegen aber ganz normal. Alle einheiratenden Partner galten automatisch als senu oder senut (Brüder oder Schwestern).
Es bestand aus rechtlicher Sicht kein Problem für eine Vielehe. Ökonomische Gründe machten jedoch monogame Ehen zur Regel. Die Ehe wurde losgelöst von moralischen Vorstellungen als freier Entschluss zur Sicherung der Versorgung gesehen. Der Mann hatte die Rolle des „Ernährers“ inne, während sich die Frau um den Haushalt und die Nachkommenschaft kümmerte. Ohne die schützende Rolle der Familie besaß die Frau keinen sicheren sozialen Status. Insofern wurden Ehen nicht „gefühlsbetont“ geschlossen, sondern meist nach „nüchternen“ Kriterien.
Vorfahren in weiblicher und väterlicher Linie galten prinzipiell als gleichrangig, da sie zur „Hausgemeinschaft“ gehörten. Nach dieser Definition übernahmen wirklich „Fremde“ nach Heirat den Status von vollwertigen Familienmitgliedern; so als ob sie Söhne oder Töchter aus gleichem Haus von jeher gewesen wären. Der Begriff „engste Verwandte“ war in Ägypten ebenso unbekannt wie auch die Beschränkung „der engsten Familienangehörigen“ im Umfeld des Gatten und der Gattin.
Im Neuen Reich stand die Bezeichnung senet (sn.t) auch als Begriff für „Gattin“. Die „Problematik der altägyptischen Ehe“ konnte in der Ägyptologie durch genaue Untersuchungen in der historischen Sichtweise zum größten Teil geklärt werden.